# Cortile di fattoria a Auvers
Cortile di fattoria a Auvers è un dipinto a olio su tela (65x54 cm) realizzato nel 1879 circa da Paul Cézanne.
È conservato nel Museo d'Orsay di Parigi.